# Oro Sports TV
Oro Sports TV es un canal de televisión privado Español, de pago, disponible en exclusiva en España en el operador ONO. 
La programación del canal está centrada en la emisión 24 horas de los deportes minoritarios como son el boxeo, la hípica, el waterpolo, el pádel, etc. 
El canal nació el 1 de septiembre de 2010 en exclusiva en el operador ONO en el dial 76 en el paquete Total.
Desde el 1 de noviembre de 2010 el canal emite en el dial 29 de PTV Telecom.
El 13 de junio de 2011 el canal Oro Sports cesaba sus emisiones por lo que el operador ONO eliminaba su señal del dial 76 que hasta la fecha ocupaba. 